# Kakkmaddafakka

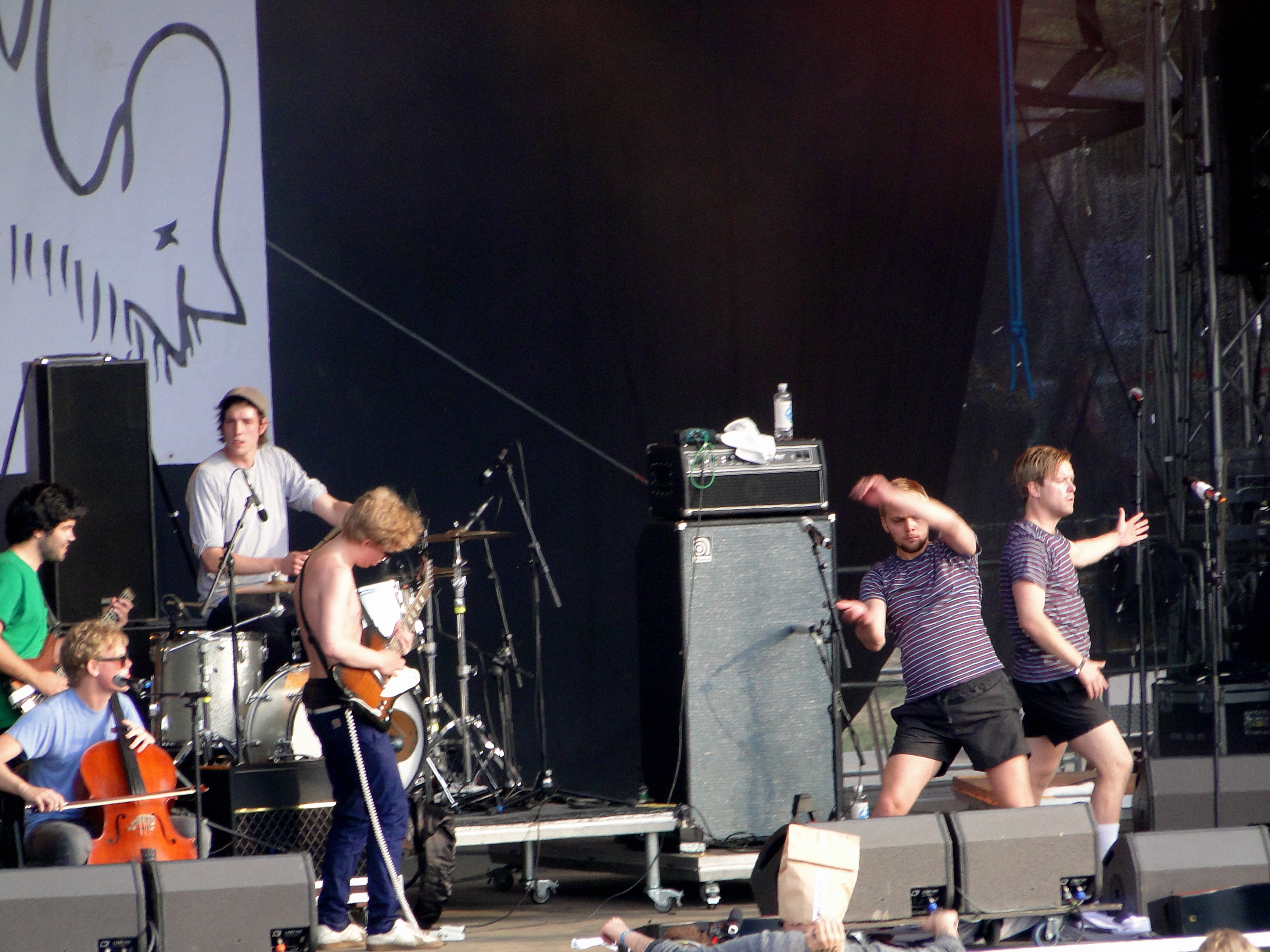
Kakkmaddafakka op het Dockville-festival in 2011.

Kakkmaddafakka is een Noorse indierockband uit Bergen. Hun muziekstijl is samengesteld uit verschillende invloeden, waaronder rock, hiphop, reggae, disco, R&B en house. De band staat bekend om hun energieke optredens.

## Historie
De band werd opgericht door de broers Axel en Pål Vindenes, Jonas Nielsen en Stian Sævig en brachten in 2006 hun eerste ep 'Already your favourite EP' uit, geproduceerd door Matias Tellez.

## Bandleden
- Axel Vindenes - gitaar, Zanger
- Stian Sævig - basgitaar, zanger
- Pål Vindenes - cello, gitaar, Zanger
- Jonas Nielsen - piano, zanger (2004 - 2014)
- Sebastian Kittelsen - piano
- Kristoffer Van Der Pas - drums

Overige leden (genaamd kakkmaddachoir)
- Martin Sande - achtergrondzanger en -danser
- Sverre Sande - achtergrondzanger en -danser

## Discografie

### Albums
- 2007 Down to Earth
- 2011 Hest
- 2013 "Six Months Is A Long Time"
- 2016 KMF
- 2016 Hus
- 2019 Diplomacy

### Ep's
- 2006 Already Your Favourite EP

### Singles
- 2011 Restless